# Wiedemannia wachtli
Wiedemannia wachtli är en tvåvingeart som först beskrevs av Josef Mik 1880.

## Taxonomi
Wiedemannia wachtli ingår i släktet Wiedemannia och familjen dansflugor.

## Utbredning
Artens utbredningsområde är Europa.